# Effet Munroe
Pour les articles homonymes, voir Munroe.

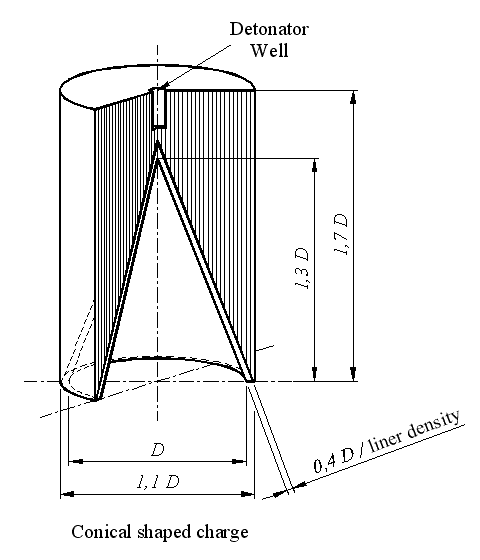
Dessin d'une charge creuse.

L'effet Munroe désigne la focalisation partielle de l'énergie d'une explosion d'un explosif vers une pièce en métal qui se déforme. Si la pièce de métal a une forme conique ou concave, un jet de métal solide à haute vitesse se forme. Ce phénomène est à l'origine des munitions à charge creuse.
Nommé d’après Charles E. Munroe, chimiste américain qui l'a découvert en 1888, l'effet Munroe fut observé pour la première fois à Newport, dans le Rhode Island aux États-Unis. Munroe remarqua que lorsqu'un bloc de nitrocellulose, sur lequel était gravé en creux le nom du fabricant, était mis à feu à proximité d'une plaque de métal, les lettres étaient découpées dans le métal (si les lettres étaient extrudées au-dessus de la surface du bloc, les lettres gravées sur la plaque l'étaient aussi). En 1910, Egon Neumann découvrit en Allemagne qu'un bloc de TNT qui aurait normalement édenté une plaque d'acier la trouait si l'explosif était de forme conique.
Ce procédé est aujourd'hui utilisé dans l'armement, une charge de forme conique ou concave pouvant pénétrer du blindage en acier en profondeur sur l'équivalent de 150 à 250 % du diamètre de la charge (à moins que l'armure soit en composite, ou créée spécialement afin de contrer les effets d'une charge « Munroe »). Le civil exploite lui aussi l'effet Munroe dans des explosifs de démolition, sous forme de petites charges linéaires de section triangulaire permettant de découper de manière assez propre des sections entières de renforts en acier de plusieurs centimètres d'épaisseur.